# Supersano
Supersano község (comune) Olaszország Puglia régiójában, Lecce megyében.

## Fekvése
A Salentói-félsziget déli részén fekszik.

## Története
A régészeti feltárások szerint az első emberi nyomok a vidéken a paleolitikumból származnak. Az ókorban gyéren lakott vidék volt. Első írásos említése 1195-ből származik, amikor a Tarantói Hercegség része volt. 1806-ig különböző nemesi családok feuduma volt (Orsini Del Balzo, Castriota, Gallone). Ekkor számolták fel a feudalizmust a Nápolyi Királyságban és vált önálló községgé.

## Népessége
A népesség számának alakulása:

## Főbb látnivalói
- Menhírek - két bizonytalan eredetű, két méter magas menhír a település határában.
- Vergine Maria di Coelimanna-kripta - 1775-ben épült bizánci eredetű romok helyén.
- San Michele Arcangelo-templom - a Szent Mihály arkangyal tiszteletére épült templom a 18. századból származik. Barokk stílusban épült. A település legjelentősebb temploma.
- Castello - a supersanói vár tulajdonképpen egy erőd jellegű nemesi palota, amelyet az 1300-as években építettek az Orsini del Balzo család megbízásából.